# Yao Min
Yao Min (chino: 姚 敏, pinyin: Yao Mǐn, nacido como 姚 民 Yao Min, noviembre de 1917 - 30 de marzo de 1967) fue un cantante y compositor chino de música popular, además hermano de la cantante Yao Lee. Fue sin duda uno de los compositores más prolíficos de la era shidaiqu en la década de los años 1930 y 1940 en Shanghái y en las décadas de los años 1950 y 1960 en Hong Kong.
Uno de sus éxitos más famosos fue la canción titulada "Deseándole felicidad y prosperidad" (恭喜 恭喜). Escribió otros temás musicales clásicos chinos, de género pop para otros cantantes como su hermana Yao Lee, Zhou Xuan, Li Xiangla, Bai Hong y Bai Guang. Sus temas musicales fueron presentados, cuando fueron interpretados para películas musicales populares.